# Maasia glauca
Maasia glauca (Hassk.) Mols, Kessler & Rogstad – gatunek rośliny z rodziny flaszowcowatych (Annonaceae Juss.). Występuje naturalnie w Indiach, Tajlandii, Malezji, Indonezji, Papui-Nowej Gwinei oraz na Filipinach. 

## Morfologia
PokrójZimozielone drzewo dorastające do 35 m wysokości. Kora jest gładka i ma szarobiaławą barwęe.
LiścieMają podłużnie lancetowaty kształt. Mierzą 10–18 cm długości oraz 4,5–6 cm szerokości. Nasada liścia jest od zaokrąglonej do ostrokątnej. Blaszka liściowa jest o spiczastym wierzchołku.
KwiatySą zebrane po 3–10 w pęczki, rozwijają się w kątach pędów. Płatki mają równowąski kształt i osiągają do 20 mm długości.
OwocePojedyncze mają kulisty kształt, zebrane w owoc zbiorowy. Są nagie, osadzone na szypułkach. Osiągają 20 mm średnicy. Mają czerwony kolor, później przebarwiając się na czarno.